# Bitva o Saipan
Bitva o Saipan byla součást amerického postupu na japonské ostrovy během druhé světové války v Pacifiku. Odehrála se na ostrově Saipan v Marianském souostroví ve dnech 15. června až 9. července 1944. Vylodění na Saipanu bylo součástí operace Forager. Americké jednotky tvořené zejména 2. a 4. divizí USMC a armádní 27. pěší divize dokázaly s podporou námořnictva a po těžkých bojích obsadit ostrov, který hájila hlavně 43. divize císařské armády. Japonský pokus o odražení americké invaze – operace A-gó – vedl k předposlední bitvě letadlových lodí: bitvě ve Filipínském moři.
Před úplným obsazením ostrova se přes 10 000 japonských civilistů žijících na ostrově rozhodlo spáchat raději sebevraždu skokem z útesu, než se nechat zajmout. Po obsazení ostrova přeměnili Američané ostrov v leteckou základnu, ze které startovaly bombardéry B-29 k náletům na Japonsko.
U japonských jmen je rodné jméno uváděno na prvním místě a rodové jméno na druhém

## Pozadí

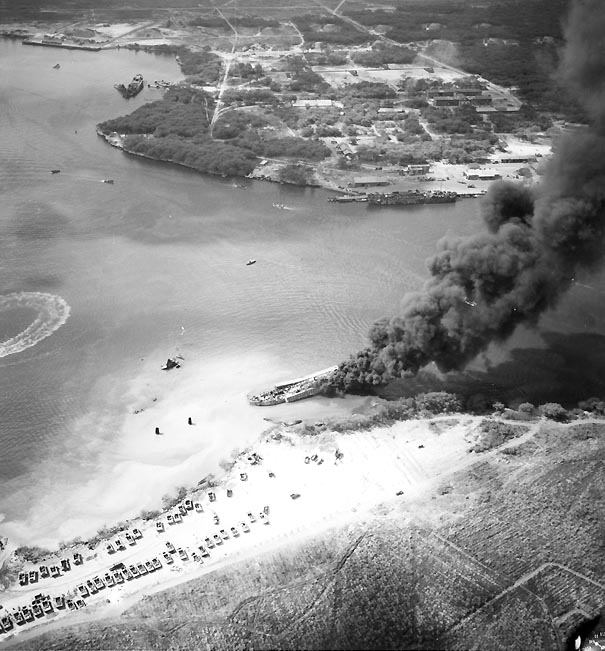
Katastrofa v západním bazénu Pearl Harboru dva dny poté: V popředí je hořící USS LST-480. Vrak USS LST-353, který byl původcem katastrofy, leží potopený před přídí na levoboku LST-480. V pozadí vlevo je na břeh najetý a vyhořelý LST-39

Japonci se Saipanu zmocnili během první světové války a od roku 1922 byl japonským mandátním územím.
Během ofenziv v roce 1943 a v první polovině roku 1944 Spojenci dobyli Šalomounovy, Gilbertovy a Marshallovy ostrovy a východní část ostrova Nová Guinea. Japonci se drželi na Filipínách, Karolínách, Palau a Marianách.
V rámci strategie „žabích skoků“ (leap frog) se Spojenci rozhodli obejít Karolíny a tamější japonskou základnu Truk a zaútočit na Mariany. Obsazením Marian by se Američané přiblížili k Japonsku na dolet těžkých bombardérů B-29, přičemž základny na Marianách byly pro útoky na Japonsko vhodnější (vzdáleností i zásobováním), než základny v čínském Čcheng-tu.
Japonci předpokládali, že další spojenecký úder bude vedený na Karolíny nebo Palau (k útoku na Palau nakonec také došlo, ale později). Velení císařského námořnictva přijalo počátkem června 1944 plán operace A-gó na odražení budoucí spojenecké invaze na některý z bodů japonského obranného perimetru.
Americké jednotky, které se měly zúčastnit operace Forager se soustředily v Pearl Harboru na Havaji. Během příprav došlo 21. května 1944 v západním bazénu Pearl Harboru ke katastrofě, když v 15:00 došlo k explozi na tankové výsadkové lodi USS LST-353. Následující požáry a exploze vedly k potopení šesti LST a smrti 163 mužů.
Dne 5. června, tedy den před zahájením invaze do Evropy, vyplul invazní svaz z Pearl Harboru k Marianám.

## Bitva

### Boj o ostrov
Čtyři dny před útokem podnikl 58. operační svaz admirála Marca A. Mitschera na Mariany mohutný nálet. Skupina stíhačů vyslaných z letadlových lodí operačního svazu zničila více než 150 japonských letadel a tak vypálila první salvu „marianského střílení krocanů“, které zdecimovalo nepřátelské letectvo. Ostřelování Saipanu a dalšího mariánského ostrova Tinianu, které začalo 13. června spolu s bombardováním, proměnilo mnoho japonských postavení na pobřeží v trosky. Důkladněji vybudované pozice se však zničit nepodařilo. Zjistili to příslušníci sabotážních a průzkumných jednotek žabích mužů, kteří v rámci průzkumné mise pronikli na pobřeží. Američané tedy věděli, že vylodění se setká s odporem.
První příslušníci 2. a 4. divize námořní pěchoty vystoupili na břeh brzy ráno 15. června 1944 a do setmění se jim podařilo vybudovat dvě předmostí, museli však čelit tuhému odporu nepřítele. Japonci se po americkém vylodění rozhodli provést protiútok. Bylo v něm nasazeno, oproti ostatním bitvám v Tichomoří, také velké množství japonských tanků. Japonské tankové pluky byly složeny hlavně ze strojů Ha-go a Či-he. První zmiňovaný disponoval velice zastaralou konstrukcí a při střetech s nepřátelskými Shermany utrpěly výrazné ztráty. Japonský protiútok odrazila palba námořních děl. Tváří v tvář nepřátelskému odporu se vylodila americká 27. pěší divize, jejímž úkolem bylo rozvinout tempo útoku. Těžké boje pokračovaly, ale po týdnu Američané ovládli větší část jižní poloviny ostrova. Po deseti dnech už měli pod kontrolou téměř všechny klíčové body na ostrově, což však Japonce neodradilo od dalšího odporu. Američanům se podařilo celý ostrov plně ovládnout až po dalších třech týdnech.

## Obraz v kultuře
Během bojů o Saipan se odehrává film Windtalkers (v české distribuci Kód Navajo) režiséra Johna Woo z roku 2002.